# Alyssum dubertretii
Alyssum dubertretii là một loài thực vật có hoa trong họ Cải. Loài này được Gomb. mô tả khoa học đầu tiên năm 1953.